# 昭和医科大学江東豊洲病院
昭和医科大学江東豊洲病院（しょうわいかだいがくこうとうとよすびょういん）は、東京都江東区豊洲にある医療機関。昭和医科大学が設置している8つの附属病院の一つである。近隣には、健康診断・人間ドックを主に行う「昭和医科大学豊洲クリニック予防医学センター」を開設している。

## 沿革
1982年、前身となる昭和大学附属豊洲病院が開院された。2014年、移転とともに昭和大学江東豊洲病院に改称した。

### 年表
- 1982年6月：東京都江東区豊洲四丁目に「昭和大学附属豊洲病院」を開院。
- 2010年3月31日：江東区と「豊洲地区における病院整備及び運営に関する協定書」を締結。
- 2014年3月24日：「昭和大学附属豊洲病院」を廃止し、豊洲五丁目に「昭和大学江東豊洲病院」を開院[1][2]。東京都救急医療機関認定、東京都災害拠点病院指定。
- 2015年：8A病棟開棟。東京都指定二次救急医療機関指定。
- 2016年：8B病棟開棟し、303床になる。
- 2017年：ICU病棟を6床増床し、309床になる。
- 2019年：91床増床し、400床になる。
- 2020年：地域周産期母子医療センター認定。
- 2025年：大学名の変更に伴い昭和医科大学江東豊洲病院に名称変更。

## 診療科
- 消化器センター
  - 消化器内科
  - 消化器外科
- 循環器センター
  - 循環器内科
  - 心臓血管外科
- 脳血管センター
  - 脳神経内科
  - 脳神経外科
- こどもセンター
  - 小児内科
  - 小児外科
- 周産期センター
  - 産科
  - 新生児科
  - 婦人科
- 内科系診療センター
  - 内科
    - 呼吸器・アレルギー内科
    - リウマチ・膠原病内科
    - 糖尿病・代謝・内分泌内科
    - 腎臓内科
    - 腫瘍内科

  - 皮膚科
  - 精神科
  - 放射線診断科
  - 放射線治療科
  - 臨床病理診断科
  - リハビリテーション科
- 外科系診療センター
  - 呼吸器外科
  - 乳腺外科
  - 整形外科
  - 眼科
  - 麻酔科
  - 耳鼻咽喉科
  - 泌尿器科
  - 歯科・歯科口腔外科
  - 歯科麻酔科
  - 集中治療科
  - 一般救急外科・形成外科
- 救急センター（ER）
  - 総合診療科
- 食道がんセンター

## 医療機関の指定等
- 保険医療機関
- 生活保護法指定医療機関
- 結核予防法指定医療機関
- 労働者災害補償保険法指定医療機関
- 地方公務員災害補償保険法指定医療機関
- 被爆者一般疾病指定医療機関
- 精神保健法指定医療機関
- 東京都救急医療機関
- 東京都災害拠点病院
- 東京都指定二次救急医療機関
- 臨床研修指定病院
- 地域医療支援病院
- 東京都難病医療協力病院
- 日本医療機能評価機構認定病院
- 地域周産期母子医療センター

## アクセス

### 昭和医科大学江東豊洲病院
- 東京メトロ有楽町線 豊洲駅 6b出口より徒歩6分
- ゆりかもめ 豊洲駅 南出口より徒歩6分
- 都営バス 陽12-1系統 昭和大学江東豊洲病院前 下車徒歩1分

病院公式サイト「交通アクセス」も参照。

### 昭和医科大学豊洲クリニック予防医学センター
- 東京メトロ有楽町線 豊洲駅 6b出口より徒歩1分
- ゆりかもめ 豊洲駅 改札口より直結